# Ilattia microbis
Ilattia microbis là một loài bướm đêm trong họ Noctuidae.